# Sargochromis thysi
Sargochromis thysi är en fiskart som först beskrevs av Poll, 1967.  Sargochromis thysi ingår i släktet Sargochromis och familjen Cichlidae. IUCN kategoriserar arten globalt som otillräckligt studerad. Inga underarter finns listade i Catalogue of Life.